# Административное деление Томска

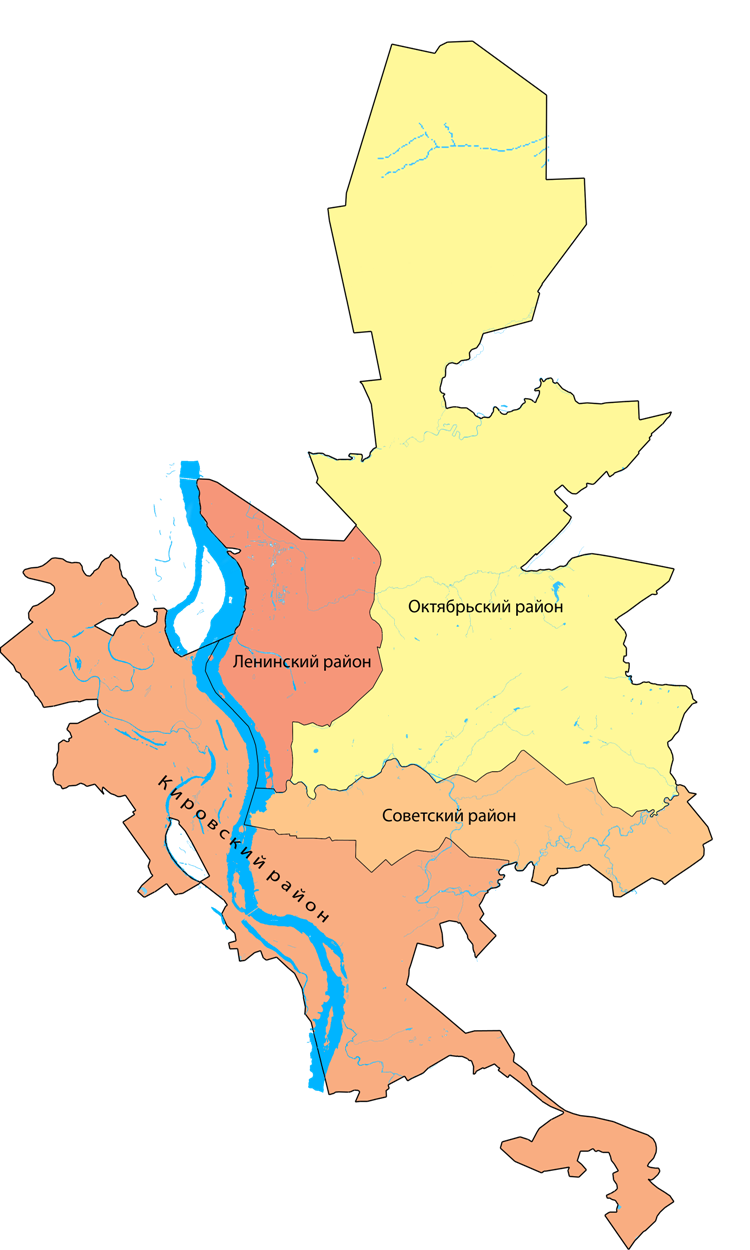
Городские районы Томска

Город Томск, административный центр одноимённой области, разделён на 4 района в городе (внутригородских района).
В рамках административно-территориального устройства области, Томск является городом областного подчинения, районам которого подчинены 7 сельских населённых пунктов; в рамках муниципального устройства он образует муниципальное образование город Томск со статусом городского округа, в состав которого входят 8 населённых пунктов (1 город и 7 сельских населённых пунктов).
Районы в городе не являются муниципальными образованиями и не являются самостоятельными административно-территориальными единицами.

## Районы
| №        | Район           | Площадь, км² | Население, чел. (2021) | Код ОКАТО  |
| -------- | --------------- | ------------ | ---------------------- | ---------- |
| 1        | Кировский       |              | ↘132 372               | 69 401 363 |
| 2        | Ленинский       |              | ↘127 288               | 69 401 368 |
| 3        | Октябрьский     |              | ↘181 422               | 69 401 370 |
| 4        | Советский       |              | ↘115 396               | 69 401 372 |
| 4.000001 | итого, г. Томск |              | ↘544 566               | 69 401     |

## Микрорайоны
В силу того, что Томск очень старый город, его топонимика и территориальное деление претерпевает изменения. На карте современного Томска административные районы и микрорайоны соседствуют с историческими районами и включёнными на разных этапах строительства самостоятельными посёлками. Границы старых городских территорий являются весьма приблизительными.
| Районы      | Микрорайоны | Исторические места, сохранившиеся в современной топонимике                        | Посёлки, в том числе коттеджные                                                       | Подчинённые населённые пункты (в составе городского округа)             |
| ----------- | --- | --------------------------------------------------------------------------------- | ------------------------------------------------------------------------------------- | ----------------------------------------------------------------------- |
| Кировский   | Мокрушинский, Нефтяной, Южная. | Басандайка, Степановка, Заисточье (Татарская слобода) — вдоль Московского тракта. | Апрель, Просторный, Аникино, Геологов.                                                | село Тимирязевское, село Дзержинское, деревня Лоскутово, деревня Эушта. |
| Советский   | Академгородок, Академический (конец улицы Сибирской), Кулагинский, Заречный. | Уржатка, Заисточье (Татарская слобода) — вдоль Татарской улицы.                   | Микрорайон Наука, Родионово, Заварзино.                                               |                                                                         |
| Октябрьский | 2-й микрорайон, 3-й микрорайон, 4-й микрорайон, Черёмушки, Жилмассив (в конце Иркутского тракта), Спичфабрика, микрорайон Солнечный, массив застройки Солнечная долина (разделяется на микрорайоны Подсолнухи, Зелёные горки, Восточный), микрорайон Высотный. | Воскресенская гора, Болото, Белозерье.                                            | Новый (Бактин), Росинка, Спутник, Кузовлево, Штамово, Вирион.                         | деревня Киргизка, железнодорожная станция Копылово, посёлок Светлый.    |
| Ленинский   | Каштак (делится на Каштак-I, Каштак-II, Каштак-III, Каштак-IV), АРЗ, Радонежский, Радужный, Черемошники. | Заозёрье, Пески.                                                                  | Сосновый Бор, Свечной, 2-й посёлок ЛПК, Каштак (посёлок), Северо-Каштачный, Киргизка. |                                                                         |

От XIX — начала XX века в местной топонимике сохранились названия исторических районов и местностей: Воскресенская гора, Болото, Белозерье, Нижняя и Верхняя Елани, Заисточье (Татарская слобода), Заозёрье, Каштак, Кирпичи, Мухин Бугор, Пески, Степановка, Уржатка, Черемошники, Шведская горка, Юрточная гора, Ямы. Эти топонимы применяются с разной степенью интенсивности. Некоторые до сего времени сохраняются как полноценное название микрорайона или местности, другие возникают только в экскурсионных справочниках, архитектурно-планировочных документах, названиях фирм, магазинов и т. п.

## Населённые пункты
Городу Томску (его районам) подчинены 7 сельских населённых пунктов, вместе с которыми он образует муниципальное образование город Томск со статусом городского округа.
| №     | Населённый пункт | Тип населённого пункта  | Население | Район       |
| ----- | ---------------- | ----------------------- | --------- | ----------- |
| 1e-06 | Томск            | город                   | ↘544 566  |             |
| 1     | Дзержинское      | село                    | ↗2969     | Кировский   |
| 2     | Киргизка         | деревня                 | ↗289      | Октябрьский |
| 3     | Копылово         | железнодорожный разъезд | ↗217      | Октябрьский |
| 4     | Лоскутово        | деревня                 | ↘2905     | Кировский   |
| 5     | Светлый          | посёлок                 | ↘7388     | Октябрьский |
| 6     | Тимирязевское    | село                    | ↘6381     | Кировский   |
| 7     | Эушта            | деревня                 | ↗626      | Кировский   |

## История
В 1938 году в Томске на основании постановления Новосибирского облисполкома от 4 ноября 1937 года, а также постановлений Президиума Томского горсовета от 1 декабря 1937 г. и от 7 января 1938 г., были образованы 3 городских района: Вокзальный, Куйбышевский, Кировский.
6 октября 1959 года районы в городе были упразднены.
Указом Президиума Верховного Совета РСФСР от 26 июня 1962 года и на основании решения Томского горисполкома от 4 августа 1962 г. в Томске были организованы 2 района: Кировский и Ленинский.
Решением Томского облисполкома N°100 от 10 апреля 1973 года был образован ещё один район — Советский.
Четвёртый район — Октябрьский был образован решением Томского облисполкома от 27 ноября 1979 года и на основании Указа Президиума Верховного Совета РСФСР 29 ноября 1979 года.
18 января 1994 года постановлением главы администрации г. Томска Кировский, Ленинский, Советский и Октябрьский районы были ликвидированы как административно-территориальные единицы и стали внутригородскими территориями для управления отраслями городского хозяйства и областями социальной сферы.
28 мая 1997 г. районы города переименованы в соответствующие округа. 11 марта 1998 года администрации Ленинского и Октябрьского округов были объединены в объединённую администрацию Ленинского и Октябрьского округов, которую условно стали называть Северным округом, а администрации Кировского и Советского округов были объединены в объединённую администрацию Кировского и Советского округов, которая стала неофициально назваться Южным округом. 1 января 2006 года в соответствии с новым уставом города Северный и Южный округа были упразднены и город был вновь разделён на 4 района примерно в своих прежних границах.